# Junim (região)
Junim (Junín) é uma das 25 regiões do Peru. Sua capital é a cidade de Huancayo.

## Províncias (capital)
1. Chanchamayo (La Merced)
2. Chupaca (Chupaca)
3. Concepción (Concepción)
4. Huancayo (Huancayo)
5. Jauja (Jauja)
6. Junín (Junín)
7. Satipo (Satipo)
8. Tarma (Tarma)
9. Yauli (La Oroya)